# Swietłyj (obwód saratowski)
Swietłyj – osiedle typu miejskiego w Rosji, w obwodzie saratowskim. W 2010 roku liczyło 12 493 mieszkańców.